# Escuela Nacional de Artes Plásticas „Rafael Rodríguez Padilla“

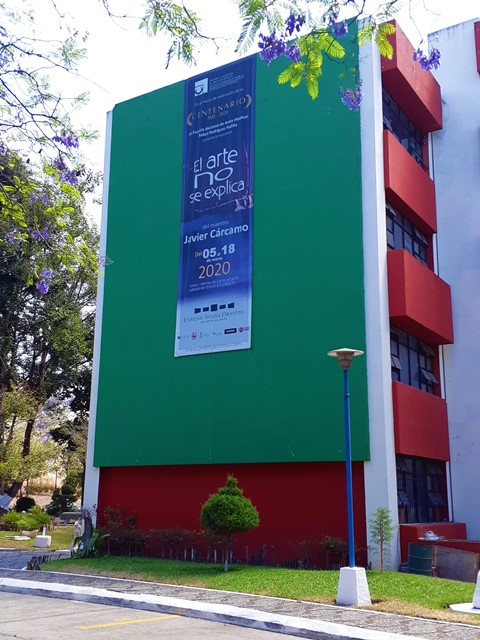
Stirnseite der guatemaltekischen ENAP

Die Escuela Nacional de Artes Plásticas „Rafael Rodríguez Padilla“ (ENAP; span. für Nationale Schule für plastische Künste) ist eine 1920 ursprünglich als Academia de Bellas Artes (span. für Akademie der Schönen Künste) gegründete Kunsthochschule in Guatemala-Stadt. Die Bezeichnung trägt den Namenszusatz des ersten Direktors. Angeboten werden die Studiengänge Malerei, Bildhauerei und Grafik.

## Bekannte Schulangehörige
- Rafael Rodríguez Padilla, Gründungsmitglied und Direktor von 1920 bis 1928
- Julio Dubois, Student, später Professor und Direktor von 1942 bis 1944
- Ana María de Maldonado, Studentin
- Arturo Martínez, Student
- César Silva, Student
- Dagoberto Vásquez, Student
- Elmar René Rojas, Student
- Erwin Guillermo, Student
- Iván de León Rodríguez, Student
- Jorge Mazariegos Rodríguez, Student
- Manolo Gallardo, Student
- Moisés Barrios, Student
- Rafael Yela Günther, Direktor von 1935 bis zu seinem Tod 1942
- Víctor Vásquez Kestler, Student und Dozent